# Habenaria letouzeyana
Habenaria letouzeyana är en orkidéart som först beskrevs av Dariusz Lucjan Szlachetko och Tomasz Sebastian Olszewski, och fick sitt nu gällande namn av Phillip James Cribb och Tariq Stévart. Habenaria letouzeyana ingår i släktet Habenaria och familjen orkidéer.
Artens utbredningsområde är Principe. Inga underarter finns listade i Catalogue of Life.